# لي وان-كوو
لي وان-كوو هو سياسي كوري جنوبي، ولد في 2 يونيو 1950 في تشونغيانغ في كوريا الجنوبية. نشط حزبياً في الحزب الوطني الكبير. وقد انتخب عضو الجمعية الوطنية الكورية الجنوبية ‏ خلال فترته النيابية ‏ (25 أبريل 2013 – 29 مايو 2016) وانتخب رئيس وزراء كوريا الجنوبية (17 فبراير 2015 – 27 أبريل 2015).